# Celly Cel
 (janvier 2016).

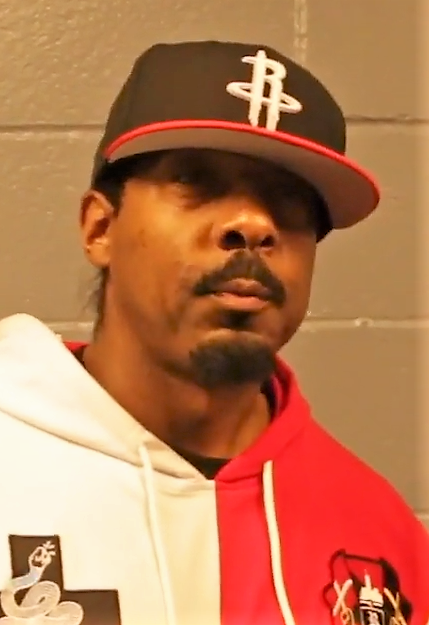
Celly Cel interviewé en 2018

Celly Cel, de son vrai nom Marcellus McCarver, né à Vallejo en Californie, est un rappeur américain. Il est actif depuis le début des années 1990.

## Biographie
Celly Cel (né Marcellus McCarver) est un rappeur américain originaire de Vallejo en Californie. Renommé pour ses lyrics particulièrement hardcore. Il sort des titres  sur cassettes par ses propres moyens pour commencer :  Lifestyle of a Mack en 1992 et Funk 4 Life en 1993. Il fit ses débuts sur  Sick Wid It Records le label fondé par E-40 un ami et rappeur qui habitait au coin de sa rue et qui venait juste de sortir son album avec son groupe "The Click". Celly Cel invite E-40 et B-Legit chez lui pour leur faire écouter sa musique, c'est un "done deal". Quelques jours plus tard, Celly Cel signe chez Sick Wid It Records et y enregistre son premier album : Heat 4 Yo Azz qui sort à l'échelle nationale le 11 octobre 1994, produit par lui-même, Sam Bostic et Studio Ton. Cet album est un succès underground et se classe #34 au Top R&B/Hip-Hop album chart (environ 240000 unités vendues), un clip video est tourné : "Hot Sunny Day".
Killa Kali son deuxième album sort le  30 avril 1996 chez Jive Records/Sick Wid It, toujours produit par la même équipe. Ce deuxième album est son plus grand succès (environ 383 000 exemplaires vendus). L'album contient trois singles : "4 tha Scrilla", "It's Goin' Down" et "Can't Tell Me Shit". avec en guest stars : E-40, B-Legit et Spice 1. Il se classe #26 au Billboard 200 et  #4 au  the Top R&B/Hip-Hop album chart. "It's Goin' Down" devient un classique instantané.
The G Filez son troisième et dernier album studio chez Jive Records/Sick Wid It sort le 28 juillet 1998. Le succès est moindre par rapport à son précédent album et se classe  #53 au Billboard 200 et #17 au Top R&B/Hip-Hop album chart. Il contient trois singles, "Fuck tha World", Get a Real Job" et "Pop the Trunk". On y retrouve de nombreuses rap stars issus de la "Bay Area" : Rappin' 4-Tay, E-40, B-Legit, D-Shot mais également Silkk the Shocker, Mack 10... A l'occasion, un clip vidéo est tourné : "Get It Crakin'".
The Best of Celly Cel sort le 18 mai 1999 chez Jive Records/SickWidIt.
Celly Cel quitte Jive/SickWidIt Records en bon terme et décide de fonder son propre label 100% indépendant: "Realside Records" de manière officielle  et produit son quatrième album :  Deep Conversation qui sort le 20 juin 2000 co-produit par Bosko et lui-même. L'album ne rencontre pas le succès des autres albums et se classe #94  au Top R&B/Hip-Hop album chart. Il contient  deux singles : "The Return of the Real Niggaz" et "Which One Is U?". Sur cet album apparaissent en guest stars : Kurupt, WC et Young Bleed.
Les rappeurs de la Bay Area sont connus pour sortir de nombreuses  compilations.
En 2001, Celly Cel sort deux compilation "Live From The Ghetto" (le 13 novembre 2001) avec MC Eiht, B-Legit, Richie Rich, TechN9ne...
Ainsi que "Criminalz Criminal Activity" (le 7 août 2001) co-produits par lui-même et Spice 1 sur son label Realside Records.
Le 24 septembre 2002 une nouvelle compilation sort sur le label Boss Up Muzik  : Song'z U Can't Find.
It'z Real Out Here son sixième album sort le 8 mars 2005 sur son label Realside Records.
Le 2 août 2005 sort un DVD qui dépeint le quotidien, les tournées et l'univers musical du rappeur : Celly Cel Presents: Rap Life Behind the Scenes.
Un volume 2 était initialement prévu mais sera finalement annulé.
The Hillside Stranglaz: Bad Influence sort le 5 septembre 2006 sur son label Realside Records, il s'agit d'un album de groupe avec : son frère Mac Reese, D Enemy et Protajay et en guest E-40. Le but est de regrouper des MC's de Vallejo.
The Wild West  une nouvelle compilation sort le 19 septembre 2006 sur le label Real Talk Ent. avec de grands noms de la scène WestCoast :  The Game, MC Eiht, Daz Dillinger, Bad Azz, Suga Free, Keak Da Sneak...
Le 31 octobre 2006 une nouvelle compilation sort sur son label Realside Records : The Gumbo Pot  avec notamment  Lil' Jon, Devin the Dude, Tech N9ne, Twista, Juvenile, Fat Pat, Crooked I, Al Kapone, Fiend et C-Note.
Slaps, Straps & Baseball Hats son sixième album studio sort le  4 avril 2006 sur le label JLM Entertainment.
Morphine X sont septième album studio sort le 24 septembre 2013 sur son label Realside Records.
Dirty Mind son huitième album studio sort le 17 février 2017 sur son label Realside Records.
Un EP sort le 20 avril 2018 : Celly Cel X San Quinn : Bay Waters Run Deep sur le label Cali Life Muzik.

## Discographie

### Albums studio
- 1994 : Heat 4 Yo Azz
- 1996 : Killa Kali
- 1998 : The G Filez
- 2000 : Deep Conversation
- 2005 : It'z Real Out Here
- 2006 : Slaps, Straps & Baseball Hats
- 2013 : Morphine X
- 2017 : Dirty Mind

### Compilations
- 2001 : Live From The Ghetto
- 2001 : Criminalz : Criminal Activity
- 2002 : Songz U Can't Find
- 2006 :  The Gumbo Pot

### Groupe
- 2006 : The Hillside Stranglaz: Bad Influence

### EP
- 2018 : Celly Cel X San Quinn : Bay Waters Run Deep